# Solanum aracc-papa
Solanum aracc-papa là loài thực vật có hoa trong họ Cà. Loài này được Juz. ex Rybin miêu tả khoa học đầu tiên năm 1929.